# Iseyin
Iseyin est une ville de l'État d'Oyo au Nigeria. C'est un royaume traditionnel, dont le souverain porte le titre d'Aseyin d'Iseyin. L'Aseyin actuel est Oba Abdul-Ganiy Adekunle Oloogunebi (Ajinese Ier).